# Porte Chaumont
De Porte Chaumont is een toegangslocatie (porte) tot de stad Parijs, en is gelegen in het noordwestelijke 19e arrondissement.